# Vietnámi nyelv

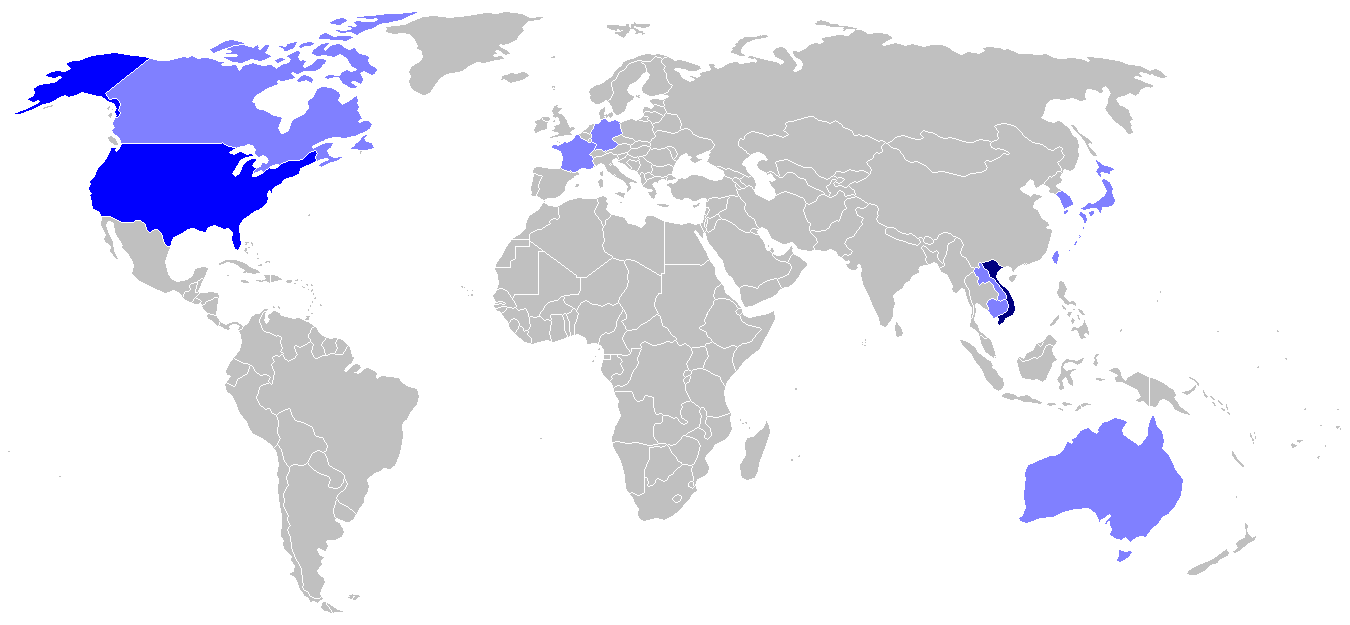
A vietnámi nyelv elterjedése a Földön
1 000 000 beszélő fölött, az anyaországot is beleértve
100 000 beszélő fölött

A vietnámi nyelv (tiếng Việt) Vietnám hivatalos nyelve, a kb. hárommillió külföldön élő és az ország lakosságának 86%-át kitevő vietnámiak anyanyelve. Az ausztroázsiai nyelvcsaládba sorolják.
Szókészletének számottevő része (kb. harmada, formális szövegekben akár 60%-a) a kínai nyelvből származik. Eredetileg a leírására is kínai karaktereket használtak, a 20. század eleje óta azonban a vietnámi hangkészlethez és tónusokhoz igazított mellékjelekkel kiegészített latin betűkkel jegyzik.
2012-ben napvilágot látott egy alternatív írásrendszer a vietnámi nyelv számára, a Chữ Việt Trí, azaz a „vietnámi bölcsesség ábécéje”.